# Theresienstraße (Ingolstadt)
Die Theresienstraße ist eine Straße in Ingolstadt. Sie liegt in der Altstadt und ist größtenteils verkehrsberuhigt. Die Straße ist die westliche Erweiterung der Ludwigstraße und wurde 1810 nach Therese von Sachsen-Hildburghausen benannt. Anlass war ihre Vermählung mit Ludwig I.

## Verlauf
Die Straße verläuft auf einer Länge von ca. 250 Metern von der Kreuzung Am Stein-Ludwigstraße-Moritzstraße bis zum Liebfrauenmünster, wo sie in die Kreuzstraße übergeht.

## Bebauung

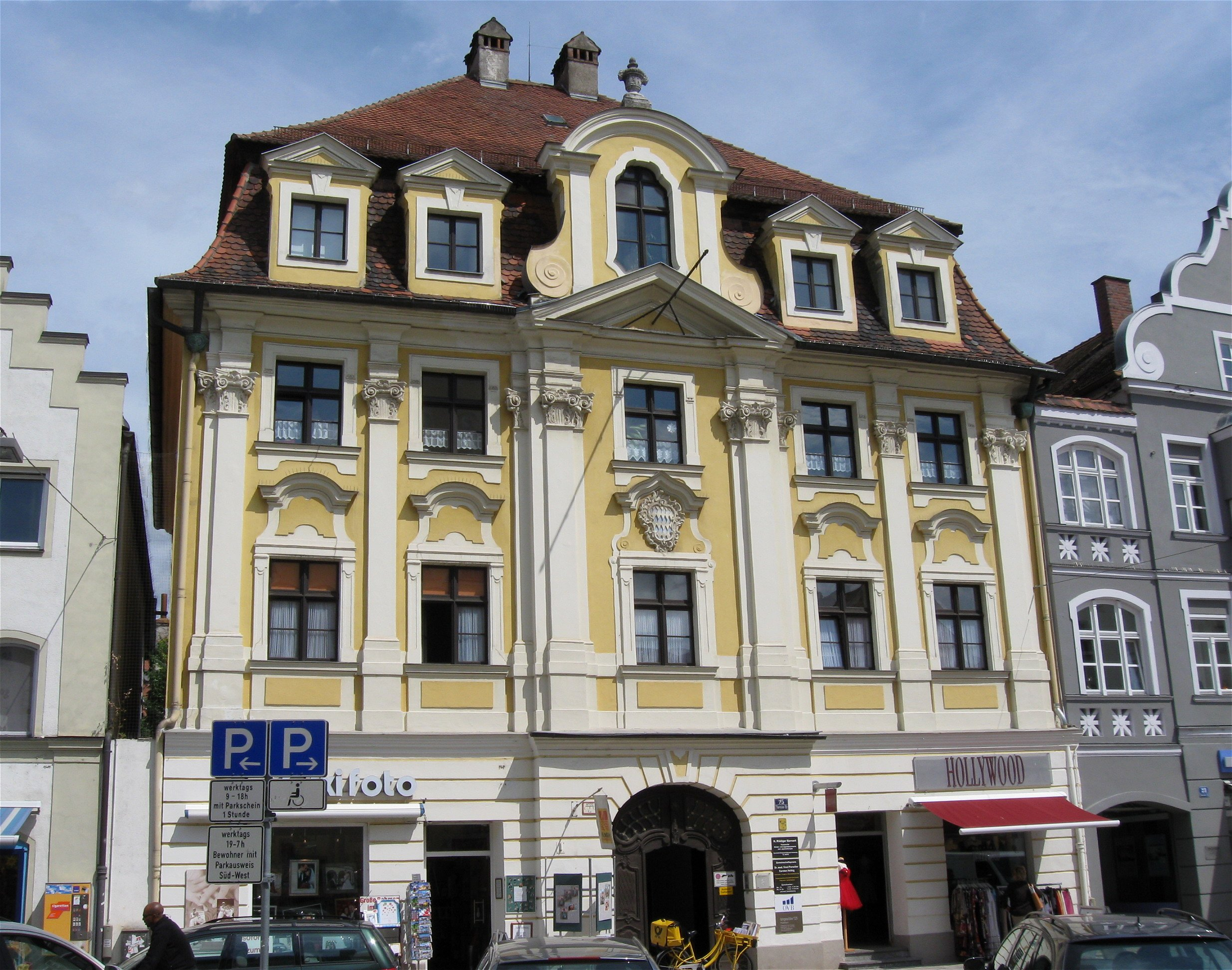
Baudenkmal in der Theresienstraße 25

Durch ihre Lage in der weitgehend erhaltenen historischen Altstadt befinden sich in der Theresienstraße viele Baudenkmäler.
| Nr. | Objekt                      | Akten-Nr.      |
| --- | --------------------------- | -------------- |
| 01  | Wohn- und Geschäftshaus     | D-1-61-000-438 |
| 02  | Apotheke                    | D-1-61-000-439 |
| 03  | Patrizierhaus               | D-1-61-000-440 |
| 05  | Adelspalais                 | D-1-61-000-441 |
| 09  | Wohnhaus                    | D-1-61-000-442 |
| 10  | Handwerkerhaus              | D-1-61-000-443 |
| 11  | Lagerhaus                   | D-1-61-000-444 |
| 12  | Wohnhaus                    | D-1-61-000-445 |
| 13  | Wohnhaus                    | D-1-61-000-446 |
| 14  | Bürgerhaus                  | D-1-61-000-649 |
| 15  | Wohnhaus                    | D-1-61-000-447 |
| 17  | Wohnhaus                    | D-1-61-000-448 |
| 18  | Wohnhaus                    | D-1-61-000-650 |
| 19  | Bürgerhaus                  | D-1-61-000-449 |
| 20  | Wohnhaus                    | D-1-61-000-450 |
| 22  | Patrizierhaus               | D-1-61-000-451 |
| 23  | Bürgerhaus                  | D-1-61-000-452 |
| 24  | Wohnhaus                    | D-1-61-000-453 |
| 25  | Amtsgebäude                 | D-1-61-000-454 |
| 26  | Handwerkerhaus              | D-1-61-000-455 |
| 27  | Wohnhaus                    | D-1-61-000-456 |
| 28  | Wohn- und Geschäftshaus     | D-1-61-000-457 |
| 29  | Schwabenbräu                | D-1-61-000-458 |
| 31  | Brauerei mit Gastwirtschaft | D-1-61-000-460 |
| 32  | Wohnhaus                    | D-1-61-000-461 |
| 34  | Wohn- und Geschäftshaus     | D-1-61-000-462 |

Siehe auch: Liste der Baudenkmäler in Ingolstadt